# Leo Thompson
Leo Thompson (* um 1908; † November 1987 in Wraysbury (Staines)) war ein englischer Tischtennis-Nationalspieler, -trainer und -funktionär.

## Werdegang
Leo Thompson wurde 1948 und 1954 für die Teilnahme an den Individualwettbewerben zur Weltmeisterschaft nominiert, kam dabei aber nicht in die Nähe von Medaillenrängen. Bei den English Open siegte er 1950/51 im Veteranenturnier.
Mehr Energie investierte er in die Trainertätigkeit für Jugendliche. Sein prominentester Schützling war die englische Nationalspielerin Jill Hammersley. Des Weiteren übernahm er Verantwortung als Funktionär. So gründete er 1948 den Tischtennisverband von Buckinghamshire Bucks TTA, wo er von 1985 bis zu seinem Ableben Präsident war.
Neben Tischtennis spielte er noch Fußball, Badminton, Tennis und Squash.
1987 starb er im Alter von 79 Jahren an den Folgen eines Herzinfarkts.

## Turnierergebnisse
| Verband | Veranstaltung     | Jahr | Ort     | Land | Einzel | Doppel    | Mixed        | Team |
| ------- | ----------------- | ---- | ------- | ---- | ------ | --------- | ------------ | ---- |
| ENG     | Weltmeisterschaft | 1954 | Wembley | ENG  | Qual   | Qual      | keine Teiln. |      |
| ENG     | Weltmeisterschaft | 1948 | Wembley | ENG  | Qual   | Scratched | letzte 64    |      |